# Аркатаг
Аркатаг или Пржевалски (на китайски: 阿尓格山; на уйгурски: Arka taĝ) е мощна планинска верига в Централна Азия, в Западен Китай, по границата между Синдзян-уйгурски автономен регион и Тибетски автономен регион. Простира се от запад на изток на около 650 km и представлява централната, най-висока част на планинската система Кунлун. Най-високата точка е връх Улугмузтаг (Шапката на Мономаха) със своите 7723 m. Изградена е основно от гранити, гнайси и пясъчници. В релефа преобладават плавните очертания на склоновете и върховете. Широко разпространение имат каменните сипеи. Каменисто-чакълестите пустини се редуват с тревиста растителност в безотточните езерни падини и речни долини. От северния склон на масива Улугмузтаг води началото си голямата река Черчен. По най-високите части има вечни снегове и ледници. На северния склон се разработват златни находища. Планината Аркатаг е открита, първично изследвана и частично картирана през 1884 г. от руския пътешественик Николай Пржевалски.